# Enzalutamid
Enzalutamid (łac. enzalutamidum) – organiczny związek chemiczny, lek przeciwnowotworowy należący do drugiej generacji niesteroidowych antyandrogenów stosowany w leczeniu raka gruczołu krokowego opornego na kastrację.

## Mechanizm działania

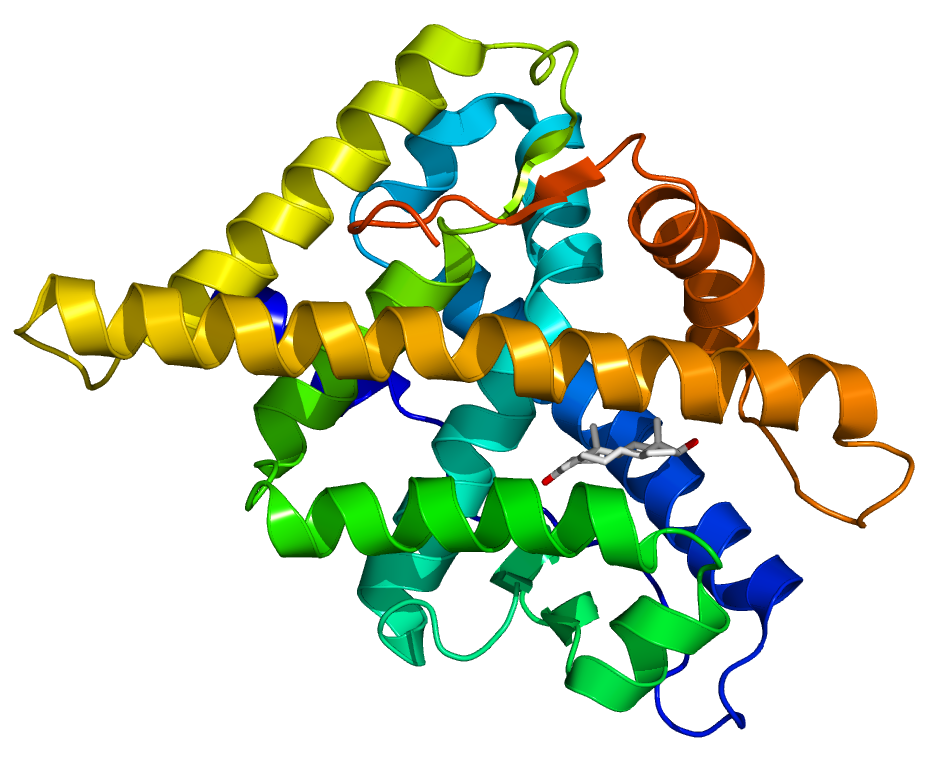
Model receptora androgenowego

Rak gruczołu krokowego jest nowotworem zależnym od androgenów, którego komórki nowotworowe wymagają obecności androgenów do wzrostu i przetrwania. Zależność nowotworu od androgenów jest podstawą skuteczności deprywacji androgenowej polegającej na stosowaniu agonistów lub antagonistów gonadoliberyny albo chirurgicznej kastracji, która zwykle pozwala uzyskać długotrwałą remisję choroby. Mimo początkowej odpowiedzi na hormonoterapię w nieunikniony sposób dochodzi do rozwoju raka opornego na kastrację. Rozwój oporności na skrajnie niskie stężenia androgenów pojawia się wskutek amplifikacji genu receptora, zwiększonej wrażliwości receptora androgenowego na jego agonistów, pojawienia się mutacji umożliwiającej reakcję receptora androgenowego na alternatywne agonisty oraz mutacji wpływających na szlaki sygnałowe.
Receptor androgenowy jest białkiem należącym do nadrodziny receptorów steroidowych będącym jądrowym czynnikiem transkrypcyjnym aktywowanym ligandem. Jest zbudowany z czterech domen: N-końcowej domeny transaktywacji (NTD), domeny wiążącej DNA (DBD), regionu zawiasowego oraz C-końcowej domeny wiążącej ligand (LBD). Domena wiążąca ligand odpowiada za związanie androgenów i stanowi mechanizm kontrolujący receptor androgenowy. Domena wiążąca DNA składa się z dwóch motywów palca cynkowego, odpowiada za wiązanie receptora z odpowiednimi sekwencjami DNA. Domena transaktywacji jest konstytutywnie aktywna, odpowiada za wiązanie z kompleksem transkrypcyjnym. Region zawiasowy jest niezbędny do transportu receptora do jądra komórkowego. W prawidłowych warunkach związanie receptora androgenowego ze swoimi ligandami jak testosteron czy dihidrotestosteron powoduje zmiany konformacyjne białka i jego aktywację. Prowadzi to do powstania homodimeru i przeniesienia receptora androgenowego do jądra, gdzie wiąże się z fragmentami DNA odpowiedzialnymi za odpowiedź na androgeny i stymuluje ekspresję odpowiednich genów. W komórkach nowotworowych szlak sygnałowy receptora androgenowego jest wykorzystywany do promocji wzrostu i proliferacji komórek nowotworowych raka gruczołu krokowego.
Mechanizm działania enzalutamidu jest nieco odmienny niż niesteroidowych antyandrogenów pierwszej generacji (flutamid, nilutamid, bikalutamid). Wszystkie antyandrogeny wiążą się z domeną wiążącą ligand (LBD). Enzalutamid w przeciwieństwie do antyandrogenów pierwszej generacji oddziałuje w kilku etapach szlaku sygnałowego zależnego od receptora androgenowego.
Enzalutamid poprzez uniemożliwienie wiązania androgenów z domeną wiążącą ligand jest silnym kompetycyjnym inhibitorem receptora androgenowego. Mimo budowy podobnej do bikalutamidu enzalutamid ośmiokrotnie silniej wiąże się z receptorem androgenowym. W przeciwieństwie do antyandrogenów pierwszej generacji enzalutamid jest czystym antagonistą receptora androgenowego i nie wykazuje częściowego agonizmu. Enzalutamid uniemożliwia translokację receptora androgenowego z cytoplazmy do jądra komórkowego i uniemożliwia wiązanie się receptora z DNA, co blokuje ekspresję zależnych od niego genów. W efekcie dochodzi do zahamowania wzrostu i śmierci komórek nowotworowych raka gruczołu krokowego.

## Wskazania
Enzalutamid jest stosowany w leczeniu raka gruczołu krokowego opornego na kastrację u chorych bezobjawowych lub z objawami o niewielkim nasileniu po nieskuteczności deprywacji (ablacji, supresji) androgenowej, gdy zastosowanie chemioterapii nie jest jeszcze wskazane. Drugim zastosowaniem enzalutamidu jest leczenie przerzutowego raka gruczołu krokowego opornego na kastrację po progresji w trakcie lub po zakończeniu chemioterapii opartej na docetakselu.

## Badania kliniczne
Skuteczność enzalutamidu w leczeniu raka gruczołu krokowego opornego na kastrację oceniono w randomizowanym badaniu klinicznym III fazy AFFIRM. W badaniu 1199 mężczyzn chorych na raka gruczołu krokowego opornego na kastrację otrzymujących wcześniej chemioterapię zawierającą docetaksel losowo przydzielono do grupy otrzymującej enzalutamid albo placebo. Do badania kwalifikowano chorych w dobrym stanie sprawności (ECOG 0–2), poddanych wcześniej efektywnej deprywacji androgenowej z osiągnięciem kastracyjnego stężenia testosteronu oraz z udokumentowaną progresją biochemiczną po wcześniejszej chemioterapii z zastosowaniem docetakselu. Przyjmowanie glikokortykosteroidu było dozwolone, ale niewymagane. Pierwszorzędowym punktem końcowym badania był czas przeżycia całkowitego (OS). Wykazano poprawę mediany przeżycia całkowitego u chorych przyjmujących enzalutamid, która wynosiła 18,4 miesiąca w porównaniu do 13,6 miesiąca.
Badanie kliniczne III PREVAIL oceniło skuteczność enzalutamidu u chorych z rakiem gruczołu krokowego opornego na kastrację nie poddawanych wcześniej chemioterapii. Łącznie 1717 chorych bez objawów lub z objawami o niewielkim nasileniu nie leczonych wcześniej chemioterapią losowo zostało przydzielonych do ramienia otrzymującego enzalutamid lub placebo. Przyjmowanie glikokortykosteroidu było dozwolone, ale nie było wymagane. Pierwszorzędowymi punktami końcowymi były czas przeżycia całkowitego oraz czas wolny od radiologicznej progresji (rPFS). We wstępnych wynikach badania stwierdzono poprawę mediany przeżycia całkowitego oraz przeżycia wolnego od radiologicznej progresji.

## Przeciwwskazania
Przeciwwskazaniem jest nadwrażliwość na enzalutamid lub substancje pomocnicze.

## Dawkowanie
Lek przyjmuje się w jednorazowej dawce dobowej wynoszącej 160 mg (4 kapsułki po 40 mg). W trakcie leczenia enzalutamidem, u chorych nie poddawanych kastracji chirurgicznej, kontynuuje się ablację androgenową.

## Farmakokinetyka
Lek przyjmuje się doustnie, maksymalne stężenie w osoczu jest osiągane po 1–2 godzinach od podania. We krwi w 97–98% wiąże się z albuminami oraz inne leki silnie wiążące się z białkami nie wypiera się z połączeń białkowych. Lek w wysokim stopniu podlega metabolizmowi, głównie za pomocą CYP2C8 oraz w mniejszym stopniu cytochromu CYP3A4/5. Enzalutamid jest wydalany głównie z moczem, w mniejszym stopniu z kałem.

## Interakcje
CYP2C8 pełni ważną rolę w metabolizmie leku i tworzeniu jego aktywnego metabolitu, w trakcie leczenia enzalutamidem unika się leczenia silnymi induktorami CYP2C8 takimi jak gemfibrozyl. Nie ma konieczności dostosowywania dawki w przypadku jednoczesnego przyjmowania induktorów CYP2C8 i CYP3A4, a także inhibitorów CYP3A4.

## Działania niepożądane
Do działań niepożądanych leku należą:
- bardzo często[a]: zmęczenie, ból głowy, uderzenia gorąca, nadciśnienie tętnicze
- często[b]: lęk, zaburzenia pamięci, utrata pamięci, zaburzenia uwagi, zespół niespokojnych nóg, ginekomastia, suchość skóry, świąd, złamania, upadki
- niezbyt często[c]: leukopenia, neutropenia, omamy wzrokowe, zaburzenia funkcji poznawczych, napady drgawkowe
- z nieznaną częstością: małopłytkowość, obrzęk języka, obrzęk warg, obrzęk gardła, zespół tylnej odwracalnej encefalopatii, wydłużenie odstępu QT, nudności, wymioty, biegunka, wysypka, ból mięśni, skurcze mięśni, osłabienie mięśni, ból pleców.